# ماه نو (رمان)

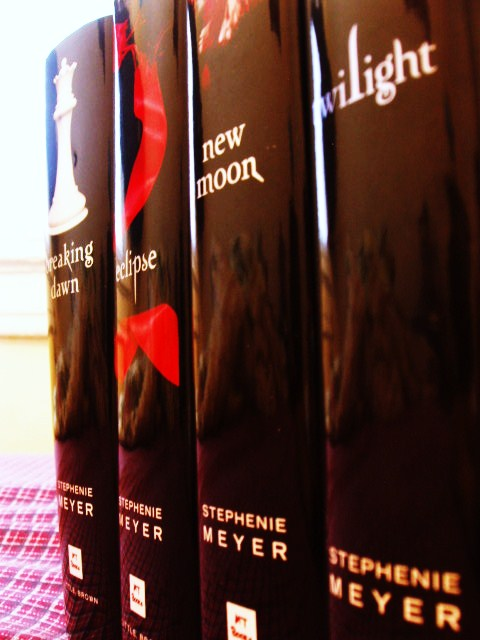

کتاب ماه نو در ادامهٔ کتاب گرگ و میش نوشتهٔ استفنی مه یر است.شروع این کتاب با تولد بلا شروع میشود و در شب تولد بلا اتفاقی می افتد که باعث اتفاقات دیگر داستان میشود.
فیلم گرگ و میش: ماه نو اقتباس از روی همین داستان است.

## داستان
این کتاب باجشن تولد ۱۸ سالگی بلا آغاز می‌شود که در آن بلا انگشت خود را می‌برد و این اتفاق موجب تحریک جاسپر برادر ادوارد می‌شود. این موضوع باعث ناراحتی ادوارد شده و از این رو ادوارد تصمیم به ترک بلا می‌گیرد. بلا با افسردگی شدیدی روبرو می‌شود اما بعد از آشنایی بیشتر با جیکوب بلک حال بهتری پیدا می‌کند تا این که متوجه می‌شود جیکوب یک گرگینه است. همچنین این موضوع را کشف کرده بود که با بالا رفتن آدرنالین خونش می‌تواند صدای ادوارد را بشنود به همین دلیل زمانی که جیکوب برای شکار ویکتوریا (جفت جیمز که برای انتقام برگشته) رفته بود از روی صخره به درون آب می‌پرد. از طرفی دیگر آلیس خواهر ادوارد این کار بلا را می‌بیند و آن را خودکشی تلقی می‌کند. این خبر به گوش ادوارد می‌رسد واو تصمیم می‌گیرد برای خودکشی نزد خانوادهٔ ولتوری (خانوادهٔ سلطنتی خون‌آشام‌ها) برود. در آنجا بلا او را قبل از آنکه دچار دردسر شود نجات می‌دهد ولی بلا باید در آینده‌ای نزدیک تبدیل به خون‌آشام شود وگرنه با ولتوری‌ها روبرو خواهد شد.